# Institut supérieur industriel agronomique de Huy

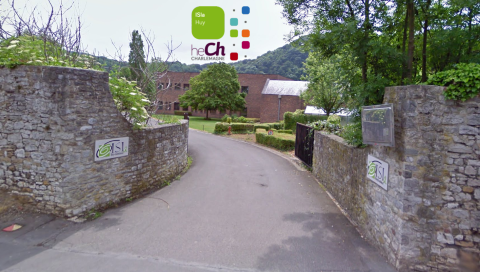
Portail d'entée du campus ISIa via la rue Saint Victor en 2017

 (juin 2017).
Si vous disposez d'ouvrages ou d'articles de référence ou si vous connaissez des sites web de qualité traitant du thème abordé ici, merci de compléter l'article en donnant les références utiles à sa vérifiabilité et en les liant à la section « Notes et références ».
L'Institut supérieur industriel agronomique de Huy (en abrégé ISIa) est une école supérieure académique belge en agronomie. 

## Histoire
Son histoire remontre à 1886. 
L'ISIa a été intégrée comme département puis comme catégorie agronomique dans la nouvelle Haute École Charlemagne créée par les lois régionalisantes[Quoi ?] de 1995. Le 7 novembre 2013 la réforme paysage de l'enseignement supérieur belge signée par la ministre Jean-Claude Marcourt offre l'espace (le paysage) aux étudient(e)s de choisir et de faire avaliser leurs formations théoriques et pratiques dans l'espace académique de deux pôles d'enseignements supérieurs : celui de Liège-Luxembourg et celui de Namur soit près de la moitié des formations supérieures disponibles sur le territoire wallon de la Belgique francophone.
L'Institut Supérieur Industriel agronomique (ISIa) du campus de Huy est une école supérieure belge en agronomie de niveau universitaire (de 1977 à 2013) puis de niveau académique comme composante de la Haute École Charlemagne du Pôle d'enseignement supérieur Liège-Luxembourg en Belgique.
Pour l'ISIa de Huy ou de Gembloux, une fois diplômés, ils sont représentés professionnellement par le réseau alumni AIHy (« association des ingénieurs de Huy »). C'est aussi une des plus anciennes écoles d'agriculture belge située sur un site millénaire consacré à la culture des simples et de la vigne.

## Formations et diplômes
Le Ministre belge Georges Mundeleer crée et organise en 1948 le titre d'ingénieur technicien agricole, à Huy le 13 février 1950 et à Izel-sur-Semois de 1948 à 1979 sous le même 1er directeur Ir C. Peiffer avec les spécialisations quasi-actuelles.
Au niveau du cycle long, elle a d'abord formé des ingénieurs techniciens en 3 ans de 1949 à 1977.
C'est le plus haut niveau de la filière technique. Dès 1948, il existe en Belgique deux enseignements supérieurs agricoles  ; les écoles spéciales d'ingénieurs techniciens agricoles et textiles (en trois ou quatre ans avant 2008 avec plus de mille heures de cours par an) et ceux organisés par des instituts agronomiques devenus universitaires. Celui de Gembloux devient dès 1945 une Faculté indépendante d'Agronomie (FUSAGx) puis Gembloux Agro-Bio Tech lors de son absorption au  sein de l’ULiège en 2004. De leur côté dès 1977, les écoles d'ingénieurs techniciens deviennent des « Instituts Supérieurs Industriels » (et « agronomiques » pour les spécialités moins polytechniques).
En 1976 l'Institut supérieur agricole de l'État de Huy fusionne avec l'Institut supérieur horticole de Gembloux et l'École supérieure des textiles de Verviers pour devenir un l'Institut supérieur industriel de Huy-Gembloux-Verviers avec des études en 4 années (2 + 2). En 1993 une réforme de l'enseignement wallon confirme la régionalisation de l'enseignement avec le transfert de l'ISI de l'État à la Communauté française de Belgique, appelée aussi Fédération Wallonie-Bruxelles.
De 1977 à 2003 elle diplôme en 4 années des ingénieurs industriels reconnus de niveau universitaire. Ensuite les études passent à cinq ans à la suite de l'harmonisation européenne de l'enseignement supérieur avec le grade professionnalisant de Master en science de l'ingénieur industriel en agronomie (minimum 180 + 60 ECTS).
En 2016, un décret wallon situe ce grade au niveau académique. Toutes les formations d'ingénieur industriel s'effectuent, uniquement dans la partie francophone de la Belgique, en dehors des universités au sein de Hautes Écoles. Toutes ces formations délivrent en Belgique des mastères en science de niveau européen en cinq ans pour minimum 300 crédits ECTS. En deux cycles de 180 et 120 ECTS répartis (hors « passerelles ») en deux puis l'équivalent de trois années académiques.

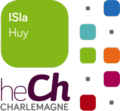
Logo de l'ISIa de Huy depuis 2015

Les niveaux Bachelors sont professionnalisants et classés au niveau 6 du Cadre européen des certifications.
Le niveau du Master en Sciences de l'Ingénieur industriel en agronomie (MSc.Ing.) est classé au niveau 7 du Cadre européen des certifications.
La catégorie « Institut supérieur industriel agronomique de Huy » a délivré un DES (pas un troisième cycle en Belgique) et épisodiquement un DESS, créé en 1999 par le 3e directeur Dr Francis Delanaye avec la coordination du Dr Mohamed Boukharta. Il est destiné à la gestion de la qualité totale dans les industries agricoles, horticoles et agro-alimentaires (QSHE) en partenariat avec le tissu industriel.
Ces formations complémentaires (post-masters) sont depuis le Décret Paysage wallon (après 2015) délivrées en codiplomation généralement sous la coordination de l'Université de Liège par exemple avec le Master de spécialisation en production intégrée et préservation des ressources naturelles en milieu urbain et péri-urbain (heCh de Gembloux, Gx A-BT, d'ULiège) 

## Carrières et réseau des diplômé(e)s

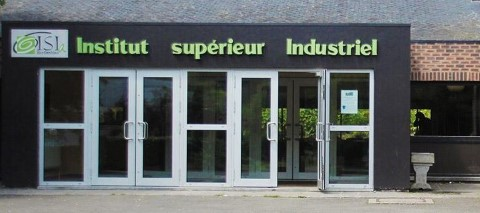
Hall d'entrée vers la cafétéria et les auditoires (2017)

L'Observatoire des Emplois du SIRD (Service d'investissement de recherche et de développement agronomique et environnemental) crée par le réseau alumni AIHy (« association des ingénieurs de Huy ») ne relève et ne publie pas des statistiques sur l’employabilité des diplômés depuis 1980. Les anciens étudiants ne sont en effet jamais contactés en ce sens. Pour l'Institut supérieur industriel de Huy ou de Gembloux, les diplômé(e)s, tant du cycle court que long, sont représentés professionnellement par le réseau alumni AIHy s'ils y adhèrent volontairement. Présente au début du XXe siècle, association de fait en 1963 et constituée en ASBL le 2 octobre 1970, cette association des anciens diplômés (alumni) comprend des ingénieurs mais aussi des bacheliers (essentiellement des architectes des jardins et du paysage depuis 2008) qui font partie du réseau alumni AIHy. Les affiliés sont abonnés au périodique trimestriel INFO-AIHy (134 de 1971 à 2012), puis via une newsletter envoyée électroniquement à des centaines d'exemplaires. Elle est généralement en libre vision publique à partir des bibliothèques du site Internet de ce réseau qui contient une centaine de publications d'employabilité et d'histoires agronomiques.

## Quelques anciens étudiants réputés (dans l'ordre chronologique)
- André-Bernard Ergo (1936- )
- Clément Mathieu (1940- )
- Étienne de Paul de Barchifontaine (1948- ) promotion Ing. 1972 (TEMP), ancien président AIHy de 1974 à 1984 puis past-président[Quoi ?]. Dernier président de l'Alliance Agricole belge ABB de 1929-2000, avant sa fusion pour devenir la Fédération Wallonne de l'Agriculture lors de la Foire de Libramont en juillet 2000.
- Alfred Collard, promotion Ing. 1976 (JC), ancien président AIHy (1985-86), docteur en sciences agronomiques (Gx A-B T), bioingénieur nommé scientifiquement par l'Académicien Arsène Burny à la direction du CER, centre collectif de Recherche Agrée (CRA) par la Région wallonne (virologie vétérinaire), à Marche-en-Famenne (Aye)
- Salah Echallaoui (1962- )